# Okaerinasai
Singles de Māya Sakamoto
Buddy
(2010) More Than Words
(2012)
Okaerinasai est le 21e single de Māya Sakamoto sorti sous le label Victor Entertainment le 26 octobre 2011 au Japon. Il arrive 8e à l'Oricon. Il se vend à 13 948 exemplaires la première semaine et reste classé 6 semaines pour un total de 15 964 exemplaires vendus durant cette période.
Okaerinasai a été utilisé comme thème d'ouverture de l'anime Tamayura ~hitotose~. L'édition limitée contient un CD bonus, sur lequel se trouvent des chansons en live tirées de son concert au Tokyo International Forum Hall A qui a eu lieu le 3 et 4 juin 2011.
Le terme « Okaerinasai » est une expression courante de la langue japonaise utilisée pour souhaiter la bienvenue ou un « bon retour à la maison ».
- A Happy New Year est une reprise d'une chanson de Yumi Matsutoya.

## Liste des titres
Toutes les paroles et la musique sont composées par Yumi Matsutoya sauf la piste 1 où les paroles sont écrites par Māya Sakamoto.
| 1. | Okaerinasai (おかえりなさい)                | 5:08 |
| 2. | A Happy New Year                            | 4:21 |
| 3. | Okaerinasai (Instrumental) (おかえりなさい) | 5:08 |
| 4. | A Happy New Year (Instrumental)             | 4:19 |

| 1. | Peace (ピース)                                                      | 4:54 |
| 2. | Kazemachi Jet ~ Kazeyomi Edition (風待ちジェット～kazeyomi edition) | 4:21 |
| 3. | Get No Satisfaction!                                                | 4:29 |
| 4. | Magic Number (マジックナンバー)                                     | 5:16 |
| 5. | Hikari Are (光あれ)                                                 | 4:34 |
| 6. | Topia (トピア)                                                      | 5:40 |
| 7. | I and I                                                             | 5:29 |
| 8. | Stand up, girls!                                                    | 4:32 |
| 9. | Everywhere                                                          | 6:02 |